# Populus ×berolinensis
Espèce
Le Peuplier de Berlin, Populus ×berolinensis, est une espèce de plantes à fleurs de la famille des Salicacées. C'est un arbre d'ornement hybride.